# 阿佛洛狄忒行动
阿佛洛狄忒行动（英語：Operation Aphrodite）是第二次世界大战中美国陆军航空军和美国海军的行动代号，他们使用波音B-17轟炸機和团结飞机公司B-24轟炸機作为制导导弹，用于打击掩体和其他加固的敌方设施，例如针对德国远程导弹的十字弓行动。一個平行的行動被命名為了铁砧行动（英語：Operation Anvil）。
这些任务总体上并不成功，在欧洲的预定目标不是被盟军的地面推进所占领，就是被飞机的常规攻击所破坏。

## 行动提议
该计划要求将已经退出作战服役的B-17E/F装满炸药，通过无线电控制飞入德军的U型潜艇炮台和V系武器基地等防弹工事。
1943年末，亨利·阿诺德将军指示格兰迪森·加德纳准将在佛罗里达州埃格林空军基地的电子工程师为轰炸机配备自动驾驶仪，使它们可以被远程控制。这个计划是在1944年首先向詹姆斯·哈羅德·杜立德少将提出的，杜立德于6月26日批准了 "阿佛洛狄忒行动 "的计划，并指派第3轰炸师负责准备和驾驶无人机，该机将被命名为BQ-7。美国空军还计划为老旧的B-24轰炸机配备炸药和自动驾驶仪，用于打击日本境内的防御目标，代号为BQ-8。
最终任务分配给了位于萨福克郡皇家空军霍宁顿的第562轰炸中队。同样，1944年7月6日，美国海军特别攻击部队（SAU-1）在ComAirLant的领导下成立，詹姆斯·史密斯（James A. Smith）作为指挥官。之后他们立刻前往欧洲的第7舰队航空联队，用B-24轟炸機改装成的导弹无人机攻击德国的V-1和V-2导弹设施。

## 过程

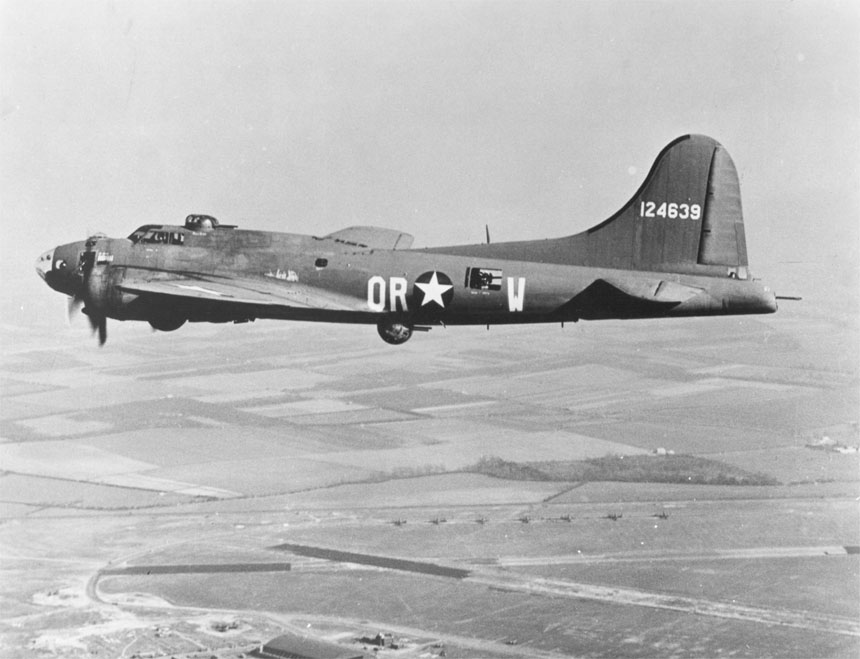
在第91轰炸集团完成了80次任务的阿佛洛狄忒B-17F

老旧的波音B-17轟炸機被移除了所有正常的战斗武器和所有其他非必要的装备（装甲、火炮、炸弹架、收发器、座椅等），减重了约5400公斤。为了让飞行员和副驾驶在跳伞时更容易，飛機座艙罩被拆除。加装了Azon无线电遥控设备，驾驶舱内安装了两台摄像机，可以将机舱外和主仪表盘的画面传回随行的CQ-4母舰。
无人机装载的炸药重量是B-17正常炸弹有效载荷的两倍多，并且所使用的铝末混合炸药（鱼雷炸药）本身就比普通的TNT威力大50%。
起飞地点是皇家空军弗斯菲尔德，位处诺福克郡一个相对偏远的地方。最初RAF Woodbridge因为它的长跑道而被选择，但受损迫降伍布里奇的飞机可能与导弹无人机相撞，这引起了多方面的担忧。由于遥控系统不足以保证安全起飞，所以每架无人机都由一名飞行员和一名飞行工程师组成的志愿机组升空到约600米的高度，再将控制权移交给CQ-4母舰的操作人员。在成功移交无人机的控制权后，两名机组人员将安放好炸药，并从驾驶舱中跳伞。然后，母舰将把导弹遥控射向目标。
训练计划完成后，第562轰炸中队拥有10架无人机和4架“母舰”。
对于铁砧行动，控制中心飞机是洛克希德PV-1，同时一架B-17伴飞，以此收取视频信号。

## 服役历史
盟军希望「阿佛洛狄忒行动」和「铁砧行动」能如同英军的高脚柜炸弹和大滿貫炸彈一样成功，但该项目危险、昂贵且难以成功。在14次飞行任务中，没有一次成功摧毁目标。许多飞机提前失去控制坠毁或被高射炮击落，造成许多飞行员丧生。其中美国总统约翰·肯尼迪的哥哥小约瑟夫·P·肯尼迪中尉在一次任务中因炸药过早爆炸而丧生。该计划在1945年1月27日被美军中止，卡爾·安德魯·斯帕茨将军向詹姆斯·杜立特发出紧急消息，"在没有进一步的命令之前，不得向敌人发射阿佛洛狄忒导弹"。